# 臨終の看護
臨終の看護（りんじゅうのかんご、原題：英: The Death Watch）は、アメリカのホラー小説家ヒュー・B・ケイヴが1939年に発表した短編小説。クトゥルフ神話の一つ。

## 概要
『ウィアード・テイルズ』1939年6・7月合併号に掲載された本作は、同じくハスターへの言及がある、ダーレスの『ハスターの帰還』の数ヶ月後に発表された。ナイアーラトテップとハスターの関係性が暗示されるが、はっきりした答えがないままに終わる、SFホラーである。
非ラヴクラフトスクールのケイヴによる神話。日本語翻訳されているケイヴ唯一のクトゥルフ神話作品である。ただし他作品にも、クトゥルフ神話と共通した雰囲気のテーマの作品はある。
東雅夫は『クトゥルー神話辞典』にて「無線装置という当時のハイテク科学を異次元の存在とからめる発想は、ラヴクラフトの『ランドルフ・カーターの陳述』に先例がある」と解説している。また、東は他の注目すべき点として、ハスターではなくナイアーラトテップがハリ湖と関連付けられている点や、ハスターの異名「邪悪の皇太子」などを挙げている。

## あらすじ
ニューヨークからフロリダに来た金持ちが、街から離れた沼地に大きな邸宅を建てたが、売れず、とある三人家族が賃貸で入居する。やがて母親が亡くなり、姉エレインが結婚して家を出て、弟マークが一人残る。マークが孤独に病みつつあることを察した無電局の仕事仲間たちは、心配して街への移住を薦めるが、マークは拒否して家に住み続け、突然仕事をやめた一月後にハリイに看取られて病死する。ハリイはエレインからマークの臨終の言葉を尋ねられ、ハリイは「姉を愛している、と言っていた」と嘘をつく。エレインは弟が戻ってくると言っていたか尋ね、ハリイは肯定する。
エレインと夫のピーターは、マークの住んでいた家に引っ越す。エレインは死んだマークが戻ってくると信じ込み、オカルト本を熟読し、怪しげな原住民の男ヤゴを同居させ、暗黒神ナイアーラトテップに弟を返してくれるよう祈りをささげる。ピーターは、おかしくなった妻を説得するにはどうすればよいかをハリイに相談し、ハリイは、ならば君も同じオカルト本を読んで粗を指摘すればよいと助言する。
数週間後のある夜、強力な電波により大西洋岸一帯の無線通信が混乱するという、大事態が発生する。その妨害電波の中身は、ピーターがエレインと同じ呪文を唱える音声であった。ハリイはピーターの暴挙を止めるべく、沼地のイングラム宅へと赴く。頭脳明晰なピーターが、今やエレイン以上に狂気に陥っていた。青白い顔のピーターは、特別製の極超短波装置を通して、遠い地のナイアーラトテップに、マークを戻すように呼びかける。その通信に返事があったとピーターは叫ぶが、ハリイには何も聞こえない。一分間の沈黙の後、何かが家に入ってきて、女の悲鳴が上がる。怯えたヤゴが外の闇に逃げ去る。ハリイがエレインの部屋に行くと、エレインが怪力に引き裂かれて死んでいた。狂ったピーターは、返事があったとエレインに伝えてくれと叫ぶばかり。
エレインは死に、ピーターは発狂し、ヤゴは逃げ、マークは警察に事情を説明する。ヤゴは手配されたが、ハリイはヤゴが捕まらないことを願っている。もしもヤゴが捕まり真相を喋ってしまったら、警官に再度問い詰められてハリイも真相を喋ってしまうかもしれないからである。
ハリイが聞いたマークの臨終の言葉は、家を出て一人にさせた姉を破滅させるために戻って来るぞという、恨み言であった。生前のマークがオカルト本を読み漁っていたのは、姉への憎悪のためである。そしてエレインを殺した何者かが、全く同じことを叫びながら凶行に及ぶ音を、ハリイは聞いた。

## 主な登場人物
- ハリイ・クランドール - 語り手。無電技士。マークの同僚。エレインとは以前からの知り合いで、夫妻が移住してきた後にピーターとも親しくなった。
- マーク - エレインの弟。沼の家に住む無電技士。仕事をやめてオカルト本を読み漁った後に病死する。作劇として、マークの臨終の言葉は伏せられており、最後に明かされることで、全ての真相が示されるという構成になっている。
- エレイン・イングラム - マークの姉。結婚して家を出たが、弟の死後に家に戻ってきた。弟が帰ってくると信じてオカルトにすがる。
- ピーター・イングラム - 作家。エレインの夫。容易に無電技術を修得するほど頭脳明晰だが、マッドサイエンティストと化し、遥か彼方の地の暗黒神に祈りを届けようとする。
- ヤゴ - 怪しげな原住民の男。エレインに気に入られ、雇われて同居している。事件後に姿を消す。

## 収録
- 『クトゥルー5』青心社、後藤敏夫訳